# Хромосомный полиморфизм
В генетике, хромосомный полиморфизм — состояние, при котором у одного вида существуют особи с разной формой или набором хромосом. Термин «Полиморфизм» в биологии применяется, когда в популяции присутствует более одного варианта фенотипа.
В некоторых случаях, различие в количестве хромосом — результат деления одной хромосомы, при которой она разделяется на две маленькие, или слияния двух хромосом в одну.
Это состояние было обнаружено у многих видов. Например, Trichomycterus davisi — это выделяющийся случай, при котором полиморфизм встречается у каждой химерной особи.
Полиморфизм хорошо изучен у люцерны, землероек, бразильских грызунов, а также у большого количества других растений и животных. В одном случае он был найден у человека.
Другой процесс, из-за которого происходит изменение количества хромосом — полиплоидность. В результате клетки содержат множественные копии набора хромосом.
Наличие хромосом разной формы обычно является результатом транслокации или инверсии в хромосомах.
При транслокации, генетический материал с одной хромосомы на другую, симметрично или нет. (Робертсоновская транслокация).
При инверсии, сегмент хромосомы переворачивается.

## Значение для видообразования
Все формы хромосомного полиморфизма рассматриваются с точки зрения видообразования. Полиморфизм может привести к снижению фертильности, так как некоторые гаметы одного родителя не могут слиться с гаметами другого. Однако, этого не происходит, если у обоих родителей есть совпадающие хромосомные паттерны. Дальнейшие мутации в одной группе не будут перетекать в другую группу так же стремительно, как в группе, в которой они изначально встречались.
Дальнейшие мутации также могут вызывать бесплодие. Если скрещивающаяся популяция включает в себя одну группу в которой, например, произошло слияние хромосом A и B, а в другой группе слились хромосомы B и C, обе популяции могут скреститься с родительской популяцией. Несмотря на это, две субпопуляции не смогут успешно скреститься друг с другом, если удвоение хромосомы B фатально. Похожие трудности возникают при несовместимых транслокациях генетического материала.